# 海德貝格湖 (不倫瑞克)
52°13′32″N 10°32′50″E / 52.22556°N 10.54722°E

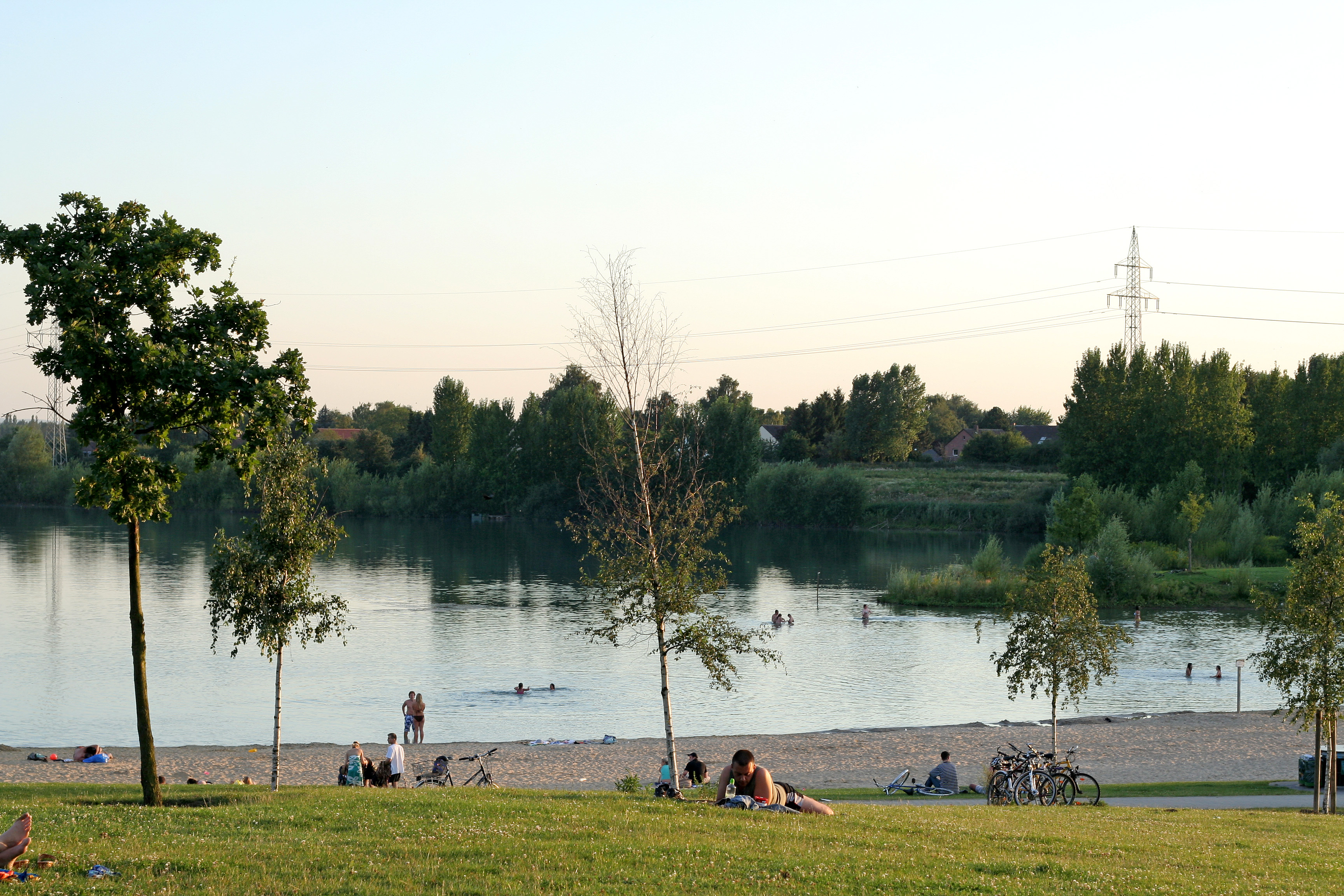

海德貝格湖（德語：Heidbergsee），是德國的湖泊，位於該國西北部，由下薩克森州負責管轄，處於不倫瑞克，長0.7公里、寬0.4公里，面積0.15平方公里，海拔高度76米，平均水深20米，湖岸線長度2.7公里。
这片水域由两部分组成，面积约15公顷，海拔76米。它的平均深度为20.4米，但也有一些平坦的部分。周围的河岸位于湖泊和北岸之间80米的地方。
整个绿色区域之间的建筑在西方,Salzdahlumer Straße在东部和南部Heidbergstieg叫做Heidbergpark,提供的大小为24.43公顷。从德累斯顿街(Dresdenstrasse)到东部边境，有一条供行人和骑自行车的人使用的同名小路，这条小路通向海德伯格综合体育馆(Heidberg sports complex)和绿地。该公园与自然和天然森林Mascheroder Holz接壤，在南部也被称为Kohli-Holz。在东北地区,除了Salzdahlumer Straße, Sudstadtpark的面积。